# Humban-Haltaš II.
Humban-Haltaš II. (aramejsko Ummanigaš), kralj Elamskega kraljestva, ki je vladal od leta 681 do  675 pr. n. št., * ni znano, † 675 pr. n. št.
Bil je bratranec Šilhak-Inšušinaka II. in verjetno sin Kutir-Nahunteja. Znan je samo iz zapisov v babilonski kronikah. Na začetku svojega vladanja je poskušal ohraniti dobre sosedske odnose z Asirijo. Ko se je Nabu-zer-kiti-lišar, sin Marduk-apla-iddina II., uprl asirskim oblastem, je po porazu upornikov pobegnil v Elam, da bi tam našel zatočišče, vendar so ga tam ubili. Umor se je očitno zgodil na zahtevo asirskega kralja Asarhadona, elamski kralj pa mu je ustregel, da ne bi poslabšal odnosov z Asirijo:  
Nabu-zer-kiti-lišar, nenasiten, podli, nizkotni mož, je slišal za približevanje mojih [to je Asarhadonovih] čet in prezirljivo pobegnil v deželo Elam. Toda jeza velikih bogov, ki jih je zanemaril častiti, Ašurja, Sina, Šamaša, Bela in Nabuja, se je zanj spremenila v veliko katastrofo in v deželi Elam je bil ubit z mečem. Naid-Marduk, njegov brat, je v deželi Elam videl dejanja, ki sem jih zagrešil z njegovim bratom, in pobegnil iz dežele Elam in da bi mi prinesel prisego zvestobe, prišel v Asirijo in prosil moje veličanstvo. Dal sem mu celotno primorsko pokrajino, ki jo je podedoval njegov brat.
Po Babilonski kroniki je Humban-Haltaš II. leta 675 pr. n. št. iz nam neznanih razlogov  pobegnil v babilonsko mesto Sipar. Mesto je bilo popolnoma nepripravljeno na napad in v obupnih uličnih bitkah so Siparci uspeli obraniti edino svoje glavno svetišče - tempelj Šamaš Ebarja. Elamiti so s seboj odnesli kipe bogov iz vseh drugih templjev, izropali njihove zaklade in odšli. 
Leta 675 pr. n. št. je Humban-Haltaš II. nepričakovano umrl, "ne da bi pred tem kazal znake kakšne  bolezni". Smrt je bila verjetno posledica delovanja posebne asirske tajne službe, katere področje delovanja je vključevalo organizacijo državnih udarov, pa tudi preprosto fizično eliminacijo vladarjev, ki niso bili naklonjeni asirskemu kralju. 

## Vir
- Daniel T. Potts. The Archaeology of Elam. Cambridge University Press, Cambridge 1999, ISBN 0-521-56358-5, str. 274–276.

| Humban-Haltaš II. Rojen: ni znano Umrl: 675 pr. n. št. |                                  |                  |
| Vladarski nazivi                                       |                                  |                  |
| Predhodnik: Humban-Haltaš I.                           | Kralj Elama 680 - 675 pr. n. št. | Naslednik: Urtak |